# Притобольское
Притобольское (каз. Притобол) — село в  районе Б. Майлина Костанайской области Казахстана. Входит в состав Новоильиновского сельского округа. Код КАТО — 396459700.

## Население
В 1999 году население села составляло 292 человека (134 мужчины и 158 женщин). По данным переписи 2009 года, в селе проживало 238 человек (114 мужчин и 124 женщины).